# Incidenti mortali di Formula 1

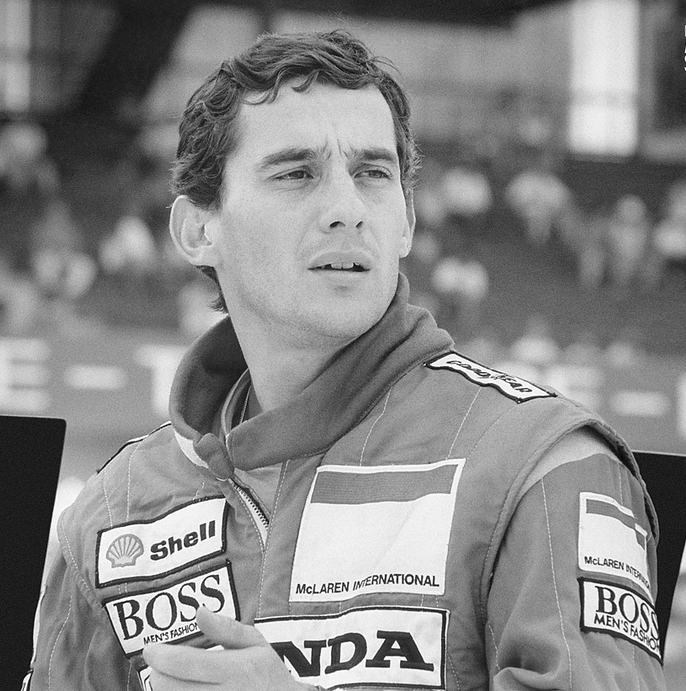
Ayrton Senna, deceduto nel Gran Premio di San Marino 1994, è tra i piloti più noti ad avere trovato la morte in Formula 1.

Qui di seguito vengono riportati tutti gli incidenti mortali di Formula 1. Sono citati i piloti deceduti a seguito di incidenti occorsi mentre erano alla guida di una vettura di Formula 1 e gli addetti di percorso rimasti vittime di episodi accaduti nelle gare o nei test di Formula 1 in cui stavano prestando servizio.

## Piloti

### Considerazioni storico-statistiche
Dei quarantaquattro piloti di Formula 1 morti, trentadue hanno perso la vita in conseguenza di incidenti capitati nei fine settimana di campionato, quattro in quelli delle gare non titolate e otto nello svolgimento di test privati. Alla fine della stagione 2024 l'indice di mortalità dei Gran Premi validi per il titolo mondiale, 1 125 in totale (comprese le undici edizioni della 500 Miglia di Indianapolis disputate dal 1950 al 1960 che da sole furono teatro di ben otto decessi), è dello 0,0284.

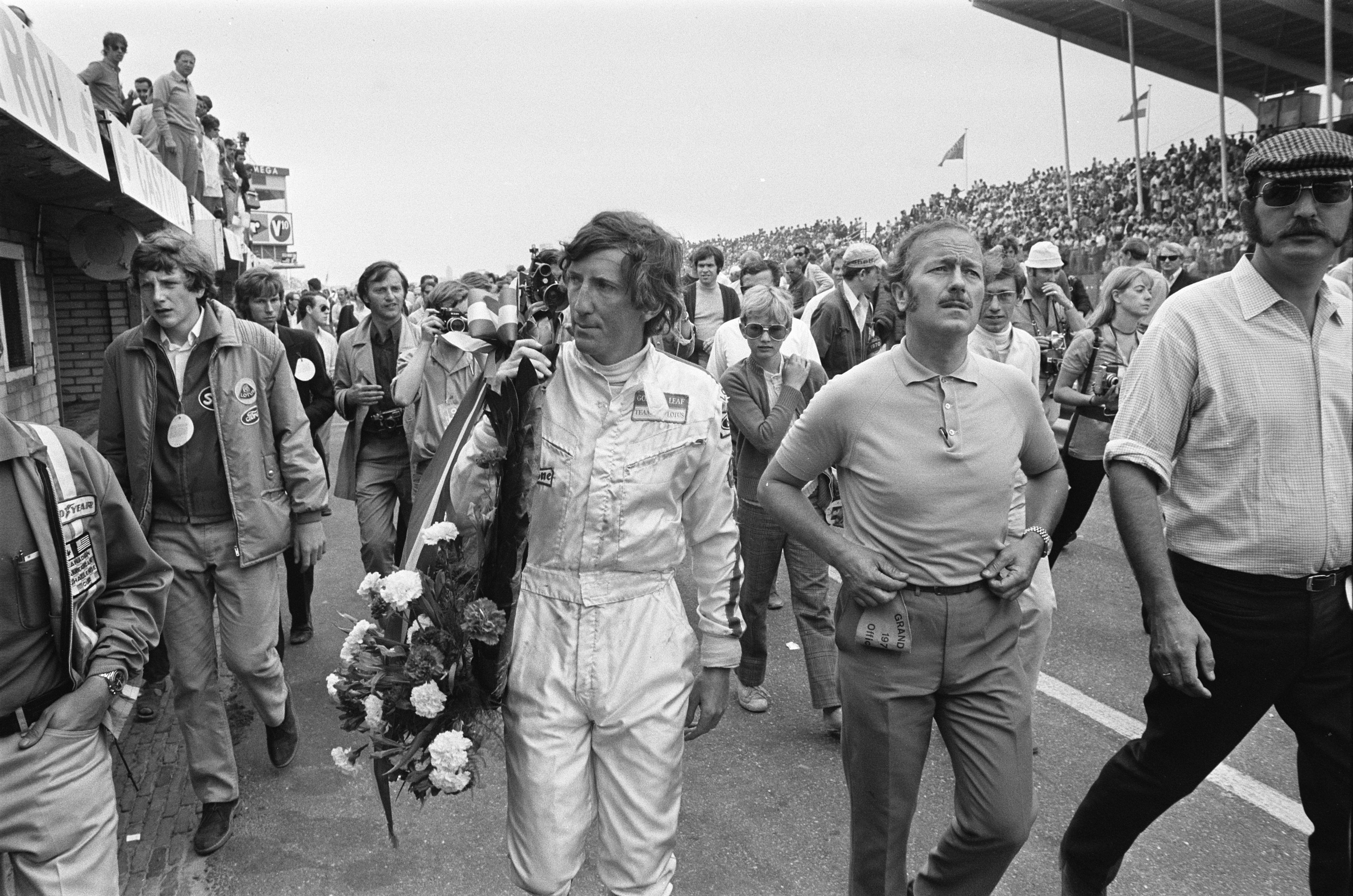
Jochen Rindt (al centro), perito nel Gran Premio d'Italia 1970, vinse post mortem il titolo iridato.

Il britannico Cameron Earl, morto il 18 giugno 1952 durante un test drive a Nuneaton, nel Warwickshire, fu la prima vittima di un'auto di Formula 1. Sedici piloti sono morti negli anni 1950, undici negli anni 1960, dieci negli anni 1970 – tra i quali l'austriaco Jochen Rindt nel 1970, unico campione del mondo postumo poiché deceduto nelle qualifiche del Gran Premio d'Italia a Monza –, quattro negli anni 1980, due negli anni 1990 e uno negli anni 2010. Undici di loro erano statunitensi, dieci britannici, sette italiani, quattro francesi, tre austriaci e uno per Belgio, Argentina, Germania, Messico, Paesi Bassi, Svizzera, Svezia, Canada e Brasile.

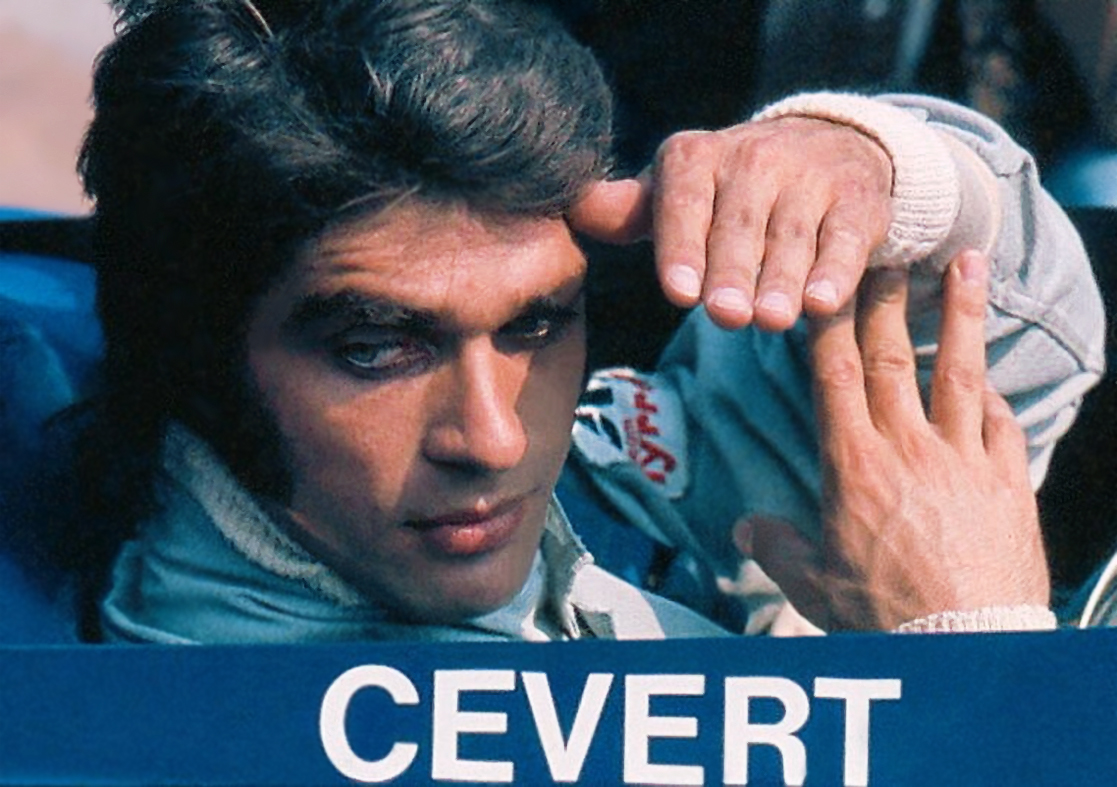
François Cevert a bordo della Tyrrell 006 su cui trovò la morte durante il Gran Premio degli Stati Uniti d'America 1973.

Il decesso dell'astro nascente francese François Cevert nelle prove del Gran Premio degli Stati Uniti d'America 1973 a Watkins Glen, in un'epoca in cui queste tragedie erano più frequenti, portò a un primo ripensamento sulla sicurezza dei piloti di Formula 1: scosso da quanto accaduto all'amico e compagno di squadra, Jackie Stewart fu uno dei primi a impegnarsi attivamente contribuendo, dagli anni 1970 in poi, a rendere più sicura la categoria.
Dal 1994, anno della morte nel Gran Premio di San Marino a Imola del brasiliano Ayrton Senna tre volte campione del mondo, al 2015, quando perì il francese Jules Bianchi dopo nove mesi di coma per l'incidente occorsogli l'anno prima nel Gran Premio del Giappone a Suzuka, la Formula 1 ha attraversato più di vent'anni senza lutti.

### Elenco
Piloti deceduti a seguito di incidenti avvenuti nel corso dei Gran Premi di Formula 1 validi per il titolo mondiale.
| Pilota                  | Data dell'incidente | Gara                                    | Circuito                      | Sessione   | Scuderia     |
| ----------------------- | ------------------- | --------------------------------------- | ----------------------------- | ---------- | ------------ |
| Chet Miller             | 15 maggio 1953      | 500 Miglia di Indianapolis              | Indianapolis Motor Speedway   | Prove      | Kurtis Kraft |
| Carl Scarborough        | 30 maggio 1953      | 500 Miglia di Indianapolis              | Indianapolis Motor Speedway   | Gara       | Kurtis Kraft |
| Onofre Marimón          | 31 luglio 1954      | Gran Premio di Germania                 | Nürburgring Nordschleife      | Prove      | Maserati     |
| Manny Ayulo             | 16 maggio 1955      | 500 Miglia di Indianapolis              | Indianapolis Motor Speedway   | Prove      | Kuzma        |
| Bill Vukovich           | 30 maggio 1955      | 500 Miglia di Indianapolis              | Indianapolis Motor Speedway   | Gara       | Kurtis Kraft |
| Keith Andrews           | 15 maggio 1957      | 500 Miglia di Indianapolis              | Indianapolis Motor Speedway   | Prove      | Kurtis Kraft |
| Pat O'Connor            | 30 maggio 1958      | 500 Miglia di Indianapolis              | Indianapolis Motor Speedway   | Gara       | Kurtis Kraft |
| Luigi Musso             | 6 luglio 1958       | Gran Premio di Francia                  | Circuito di Reims             | Gara       | Ferrari      |
| Peter Collins           | 3 agosto 1958       | Gran Premio di Germania                 | Nürburgring Nordschleife      | Gara       | Ferrari      |
| Stuart Lewis-Evans      | 19 ottobre 1958     | Gran Premio del Marocco                 | Circuito di Ain-Diab          | Gara       | Vanwall      |
| Jerry Unser             | 17 maggio 1959      | 500 Miglia di Indianapolis              | Indianapolis Motor Speedway   | Prove      | Kurtis Kraft |
| Bob Cortner             | 19 maggio 1959      | 500 Miglia di Indianapolis              | Indianapolis Motor Speedway   | Prove      | Cornis       |
| Chris Bristow           | 19 giugno 1960      | Gran Premio del Belgio                  | Circuito di Spa-Francorchamps | Gara       | Cooper       |
| Alan Stacey             | 19 giugno 1960      | Gran Premio del Belgio                  | Circuito di Spa-Francorchamps | Gara       | Lotus        |
| Wolfgang von Trips      | 10 settembre 1961   | Gran Premio d'Italia                    | Autodromo nazionale di Monza  | Gara       | Ferrari      |
| Carel Godin de Beaufort | 1º agosto 1964      | Gran Premio di Germania                 | Nürburgring Nordschleife      | Prove      | Porsche      |
| John Taylor             | 7 agosto 1966       | Gran Premio di Germania                 | Nürburgring Nordschleife      | Gara       | Brabham      |
| Lorenzo Bandini         | 7 maggio 1967       | Gran Premio di Monaco                   | Circuito di Monte Carlo       | Gara       | Ferrari      |
| Jo Schlesser            | 7 luglio 1968       | Gran Premio di Francia                  | Circuito di Rouen-Les Essarts | Gara       | Honda        |
| Piers Courage           | 21 giugno 1970      | Gran Premio d'Olanda                    | Circuito di Zandvoort         | Gara       | De Tomaso    |
| Jochen Rindt            | 5 settembre 1970    | Gran Premio d'Italia                    | Autodromo nazionale di Monza  | Qualifiche | Lotus        |
| Roger Williamson        | 29 luglio 1973      | Gran Premio d'Olanda                    | Circuito di Zandvoort         | Gara       | March        |
| François Cevert         | 6 ottobre 1973      | Gran Premio degli Stati Uniti d'America | Watkins Glen International    | Qualifiche | Tyrrell      |
| Helmuth Koinigg         | 6 ottobre 1974      | Gran Premio degli Stati Uniti d'America | Watkins Glen International    | Gara       | Surtees      |
| Mark Donohue            | 17 agosto 1975      | Gran Premio d'Austria                   | Österreichring                | Prove      | March-Penske |
| Tom Pryce               | 5 marzo 1977        | Gran Premio del Sudafrica               | Circuito di Kyalami           | Gara       | Shadow       |
| Ronnie Peterson         | 10 settembre 1978   | Gran Premio d'Italia                    | Autodromo nazionale di Monza  | Gara       | Lotus        |
| Gilles Villeneuve       | 8 maggio 1982       | Gran Premio del Belgio                  | Circuito di Zolder            | Qualifiche | Ferrari      |
| Riccardo Paletti        | 13 giugno 1982      | Gran Premio del Canada                  | Circuito di Montréal          | Gara       | Osella       |
| Roland Ratzenberger     | 30 aprile 1994      | Gran Premio di San Marino               | Autodromo Enzo e Dino Ferrari | Qualifiche | Simtek       |
| Ayrton Senna            | 1º maggio 1994      | Gran Premio di San Marino               | Autodromo Enzo e Dino Ferrari | Gara       | Williams     |
| Jules Bianchi           | 5 ottobre 2014      | Gran Premio del Giappone                | Circuito di Suzuka            | Gara       | Marussia     |

Altri piloti della massima formula deceduti a seguito di incidenti avvenuti al di fuori delle gare titolate.
| Pilota              | Data dell'incidente | Gara o luogo del test     | Circuito                     | Sessione      | Scuderia   |
| ------------------- | ------------------- | ------------------------- | ---------------------------- | ------------- | ---------- |
| Cameron Earl        | 18 giugno 1952      | Nuneaton                  | MIRA                         | Test          | ERA        |
| Charles de Tornaco  | 18 settembre 1953   | Modena                    | Aerautodromo di Modena       | Test          | Ferrari    |
| Mario Alborghetti   | 11 aprile 1955      | Gran Premio di Pau        | Circuito di Pau              | Gara          | Maserati   |
| Eugenio Castellotti | 14 marzo 1957       | Modena                    | Aerautodromo di Modena       | Test          | Ferrari    |
| Harry Schell        | 13 maggio 1960      | BRDC International Trophy | Circuito di Silverstone      | Qualifiche    | Cooper     |
| Giulio Cabianca     | 17 febbraio 1961    | Modena                    | Aerautodromo di Modena       | Test          | Cooper     |
| Ricardo Rodríguez   | 1º novembre 1962    | Gran Premio del Messico   | Autódromo Hermanos Rodríguez | Prove         | Lotus      |
| Bob Anderson        | 14 agosto 1967      | Silverstone               | Circuito di Silverstone      | Test          | Brabham    |
| Jo Siffert          | 24 ottobre 1971     | Brands Hatch Victory Race | Circuito di Brands Hatch     | Gara          | BRM        |
| Peter Revson        | 22 marzo 1974       | Midrand                   | Circuito di Kyalami          | Test pre-gara | Shadow     |
| Patrick Depailler   | 1º agosto 1980      | Hockenheim                | Hockenheimring               | Test          | Alfa Romeo |
| Elio De Angelis     | 14 maggio 1986      | Le Castellet              | Circuito Paul Ricard         | Test          | Brabham    |

## Addetti di percorso
Nel corso degli anni sei addetti di percorso sono morti in pista durante quattro gare e un warm up. È ricordato per la straziante dinamica e fatalità l'incidente accaduto al Gran Premio del Sudafrica 1977 dove Frederik Jansen van Vuuren, un diciannovenne addetto di gara come pompiere, mentre stava attraversando il tracciato di Kyalami con un estintore per prestare soccorso a Renzo Zorzi, fu investito da Tom Pryce a 270 km/h: il giovane morì sul colpo e l'estintore colpì al capo Pryce uccidendolo a sua volta all'istante.
In precedenza la guardia Richard Huttner e il segnalatore Manfred Schaller erano morti nel warm up del Gran Premio d'Austria 1975 in seguito all'incidente mortale di Mark Donohue. Al Gran Premio d'Italia 2000 il volontario CEA Paolo Gislimberti fu colpito da una ruota staccatasi dall'auto incidentata di Heinz-Harald Frentzen. Nel Gran Premio d'Australia 2001 un altro pneumatico, volato via dopo scontro tra le macchine di Jacques Villeneuve e Ralf Schumacher, uccise Graham Beveridge. Infine al Gran Premio del Canada 2013 Mark Robinson fu travolto dalla gru mobile usata per rimuovere la vettura di Esteban Gutiérrez.